# Coenosia intacta
Coenosia intacta är en tvåvingeart som beskrevs av Walker 1853. Coenosia intacta ingår i släktet Coenosia och familjen husflugor. Inga underarter finns listade i Catalogue of Life.